# Persone di nome Tullio
| Questa pagina contiene informazioni ricavate automaticamente dalle voci biografiche con l'ausilio del template Bio e di un bot. L'aggiornamento è periodico e automatico e ricostruisce completamente la pagina. Se manca una persona in questa lista, sei pregato di non aggiungerla, ma accertati piuttosto che la sua voce biografica contenga il template Bio e che i dati anagrafici siano correttamente compilati. Se il template Bio manca, inseriscilo tu stesso o, in alternativa, metti l'avviso {{tmp\|Bio}} che ne segnala la mancanza. Se i dati riportati sono sbagliati, correggi direttamente la voce biografica; le modifiche saranno visibili in questa lista entro pochi giorni. Per chiarimenti vedi il progetto antroponimi. La lista contiene solo le 121 persone che sono citate nell'enciclopedia e per le quali è stato implementato correttamente il template Bio. Pagina aggiornata al 6 giu 2025. |

Questa è una lista di persone presenti nell'enciclopedia che hanno il nome Tullio, suddivise per attività principale.

## Allenatori di calcio(1)
- Tullio Gritti, allenatore di calcio e ex calciatore italiano (Milano, n. 1958)

## Allenatori di pallacanestro(1)
- Tullio Lauro, allenatore di pallacanestro, giornalista e telecronista sportivo italiano (Milano, n. 1946 - Milano, † 2000)

## Antropologi(2)
- Tullio Seppilli, antropologo italiano (Padova, n. 1928 - Perugia, † 2017)
- Tullio Tentori, antropologo italiano (Napoli, n. 1920 - Roma, † 2003)

## Arbitri di calcio(1)
- Tullio Lanese, arbitro di calcio italiano (Messina, n. 1947 - Messina, † 2025)

## Architetti(2)
- Tullio Passarelli, architetto italiano (Roma, n. 1869 - † 1941)
- Tullio Rossi, architetto italiano (Roma, n. 1903 - Firenze, † 1995)

## Assassini(1)
- Tullio Brigida, assassino italiano (Civitavecchia, n. 1956)

## Attori(4)
- Tullio Altamura, attore italiano (Bologna, n. 1924)
- Tullio Carminati, attore italiano (Zara, n. 1895 - Roma, † 1971)
- Tullio Solenghi, attore, comico e imitatore italiano (Genova, n. 1948)
- Tullio Sorrentino, attore e regista italiano (Napoli, n. 1965)

## Autori televisivi(1)
- Tullio Ortolani, autore televisivo e scrittore italiano (Venezia, n. 1944 - Cerrina, † 2019)

## Aviatori(2)
- Tullio Covre, aviatore italiano (Villafranca Padovana, n. 1917 - Messina, † 1961)
- Tullio De Prato, aviatore e militare italiano (Pola, n. 1908 - Coriano, † 1981)

## Avvocati(2)
- Tullio Odorizzi, avvocato e politico italiano (Cles, n. 1903 - Trento, † 1991)
- Tullio Vallino, avvocato e partigiano italiano (Milano, n. 1900 - Milano, † 1958)

## Batteristi(1)
- Tullio De Piscopo, batterista, cantautore e percussionista italiano (Napoli, n. 1946)

## Calciatori(11)
- Tullio Aliatis, calciatore italiano (Milano, n. 1905 - Milano, † 1990)
- Tullio Bonadeo, calciatore e pallanuotista italiano (Cerreto Grue, n. 1905 - Sampierdarena, † 1968)
- Tullio Caviglia, calciatore italiano (Genova, n. 1899)
- Tullio Duimovich, calciatore e allenatore di calcio italiano (Lussinpiccolo, n. 1911)
- Tullio Ghersetich, calciatore italiano (Pisino, n. 1930 - Firenze, † 2020)
- Tullio Grassi, calciatore svizzero (n. 1910 - Lugano, † 1985)
- Tullio Moretti, calciatore italiano (Lecco, n. 1906 - Milano, † 1962)
- Tullio Oldani, calciatore e allenatore di calcio italiano (Marcallo con Casone, n. 1939 - † 2008)
- Tullio Scanferlini, calciatore italiano (Mirano, n. 1911 - Mirano, † 1990)
- Tullio Zanardi, calciatore italiano (Verona, n. 1897)
- Tullio Zuppet, calciatore italiano (San Canzian d'Isonzo, n. 1926 - Varese, † 1998)

## Canottieri(1)
- Tullio Baraglia, canottiere italiano (Trezzone, n. 1934 - Gera Lario, † 2017)

## Ceramisti(1)
- Tullio d'Albisola, ceramista, scultore e editore italiano (Albisola Superiore, n. 1899 - Albissola Marina, † 1971)

## Cestisti(3)
- Tullio De Piccoli, ex cestista italiano (Desio, n. 1964)
- Tullio Pitacco, cestista italiano (Trieste, n. 1925 - Venezia, † 1946)
- Tullio Rochlitzer, cestista e allenatore di pallacanestro italiano (Zara, n. 1926 - Pavia, † 2006)

## Chimici(1)
- Tullio Brugnatelli, chimico e politico italiano (Pavia, n. 1825 - Pavia, † 1906)

## Ciclisti su strada(3)
- Tullio Bertacco, ex ciclista su strada italiano (Marostica, n. 1957)
- Tullio Cortinovis, ex ciclista su strada italiano (Bergamo, n. 1962)
- Tullio Rossi, ex ciclista su strada italiano (Roma, n. 1948)

## Compositori(2)
- Tullio Ferro, compositore e chitarrista italiano (Venezia, n. 1957)
- Tullio Visioli, compositore, flautista e cantante italiano (Cremona, n. 1957)

## Condottieri(1)
- Tullio Valentino, condottiero gallo († 70)

## Critici cinematografici(1)
- Tullio Kezich, critico cinematografico, commediografo e sceneggiatore italiano (Trieste, n. 1928 - Roma, † 2009)

## Critici letterari(1)
- Tullio Bressan, critico letterario, insegnante e saggista italiano (Zara, n. 1916 - Trieste, † 2003)

## Direttori d'orchestra(1)
- Tullio Serafin, direttore d'orchestra italiano (Rottanova di Cavarzere, n. 1878 - Roma, † 1968)

## Dirigenti d'azienda(1)
- Tullio Torchiani, dirigente d'azienda italiano (Villanova Monteleone, n. 1901 - Roma, † 1993)

## Dirigenti sportivi(1)
- Tullio Pavolini, dirigente sportivo italiano (Genova - Genova, † 1977)

## Disegnatori(1)
- Tullio Boi, disegnatore italiano (Cagliari, n. 1961)

## Economisti(1)
- Tullio Martello, economista e patriota italiano (Vicenza, n. 1841 - Bologna, † 1918)

## Editori(1)
- Tullio Pironti, editore e pugile italiano (Napoli, n. 1937 - Napoli, † 2021)

## Enologi(1)
- Tullio De Rosa, enologo italiano (Spilimbergo, n. 1923 - Conegliano, † 1994)

## Filosofi(1)
- Tullio Gregory, filosofo e storico della filosofia italiano (Roma, n. 1929 - Roma, † 2019)

## Fisici(1)
- Tullio Regge, fisico e matematico italiano (Torino, n. 1931 - Orbassano, † 2014)

## Fotografi(1)
- Tullio Farabola, fotografo italiano (Milano, n. 1920 - Milano, † 1983)

## Generali(3)
- Tullio Del Sette, generale italiano (Bevagna, n. 1951)
- Tullio Marchetti, generale e agente segreto italiano (Roma, n. 1871 - Bolbeno, † 1955)
- Tullio Menofilo, generale romano

## Giornalisti(2)
- Tullio Benedetti, giornalista e politico italiano (Pescia, n. 1884 - Viareggio, † 1973)
- Tullio Masotti, giornalista e sindacalista italiano (Falerone, n. 1886 - Milano, † 1949)

## Giuristi(3)
- Tullio Ascarelli, giurista e avvocato italiano (Roma, n. 1903 - Roma, † 1959)
- Tullio Padovani, giurista italiano (Udine, n. 1944)
- Tullio Treves, giurista e magistrato italiano (San Miguel de Tucumán, n. 1942)

## Imprenditori(1)
- Tullio Abbate, imprenditore e pilota motonautico italiano (Tremezzina, n. 1944 - Milano, † 2020)

## Ingegneri(3)
- Tullio Fanelli, ingegnere e politico italiano (Foggia, n. 1956)
- Tullio Gozzi, ingegnere italiano (n. 1874 - † 1924)
- Tullio Marengoni, ingegnere e progettista italiano (n. 1881 - † 1965)

## Linguisti(2)
- Tullio De Mauro, linguista, lessicografo e saggista italiano (Torre Annunziata, n. 1932 - Roma, † 2017)
- Tullio Telmon, linguista italiano (Solero, n. 1943)

## Magistrati(1)
- Tullio Pinelli, magistrato e politico italiano (Torino, n. 1830 - Torino, † 1917)

## Maratoneti(1)
- Tullio Biscuola, maratoneta italiano (Verona, n. 1894 - Rovigo, † 1963)

## Matematici(1)
- Tullio Levi-Civita, matematico e fisico italiano (Padova, n. 1873 - Roma, † 1941)

## Medici(1)
- Tullio Terni, medico, anatomista e scienziato italiano (Livorno, n. 1888 - Firenze, † 1946)

## Mercenari(1)
- Tullio Moneta, mercenario e attore italiano (Fiume, n. 1937 - San Severino Marche, † 2022)

## Militari(5)
- Tullio Baroni, militare italiano (Santa Croce del Bleggio, n. 1905 - Guadalajara, † 1937)
- Tullio Giannotti, militare italiano (Roma, n. 1891 - Battaglia del Levante, † 1938)
- Tullio Porcelli, militare italiano (Napoli, n. 1914 - Sahà Bangia, † 1940)
- Tullio Tamburini, militare italiano (Prato, n. 1892 - Roma, † 1957)
- Tullio Tedeschi, militare italiano (Isernia, n. 1910 - Isernia, † 1987)

## Pallonisti(1)
- Tullio Rotatori, pallonista italiano (Mondolfo, n. 1910 - † 1943)

## Partigiani(1)
- Tullio Pietrocola, partigiano e chimico italiano (Napoli, n. 1922 - Monterotondo, † 1976)

## Pastori protestanti(1)
- Tullio Vinay, pastore protestante, teologo e politico italiano (La Spezia, n. 1909 - Roma, † 1996)

## Piloti motociclistici(1)
- Tulio Pellegrinelli, motociclista italiano (Bergamo, n. 1964)

## Pittori(4)
- Tullio Crali, pittore italiano (Igalo, n. 1910 - Milano, † 2000)
- Tullio Garbari, pittore italiano (Pergine Valsugana, n. 1892 - Parigi, † 1931)
- Tullio Oss Emer, pittore, illustratore e scenografo italiano (Pergine Valsugana, n. 1922 - Bolzano, † 2004)
- Tullio Pericoli, pittore, disegnatore e illustratore italiano (Colli del Tronto, n. 1936)

## Poeti(1)
- Tullio Laurea, poeta romano

## Politici(14)
- Tullio Abelli, politico italiano (Bricherasio, n. 1921 - Roma, † 1976)
- Tullio Benedetti, politico italiano (Roma, n. 1919 - † 2009)
- Tullio Cariolato, politico, dirigente sportivo e pilota automobilistico italiano (Vicenza, n. 1878 - Vicenza, † 1948)
- Tullio De Rubeis, politico italiano (Tussio, n. 1908 - L'Aquila, † 1988)
- Tullio Ferrante, politico italiano (San Giorgio a Cremano, n. 1989)
- Tullio Grimaldi, politico e magistrato italiano (Napoli, n. 1933)
- Tullio Innocenti, politico italiano (Arezzo, n. 1939 - Arezzo, † 1994)
- Tullio Gaetano Minelli, politico italiano (Rovigo, n. 1848 - † 1904)
- Tullio Montagna, politico italiano (Broni, n. 1943 - Pavia, † 2024)
- Tullio Patassini, politico italiano (Treia, n. 1970)
- Tullio Petrozzani, politico e religioso italiano (Mantova, n. 1538 - † 1609)
- Tullio Pietrobono, politico italiano (Alatri, n. 1919 - † 1993)
- Tullio Tomba, politico italiano (Verona, n. 1879 - † 1960)
- Tullio Vecchietti, politico, partigiano e giornalista italiano (Roma, n. 1914 - Roma, † 1999)

## Presbiteri(3)
- Tullio Calcagno, presbitero e giornalista italiano (Terni, n. 1899 - Milano, † 1945)
- Tullio Contiero, presbitero italiano (Arzergrande, n. 1929 - Bologna, † 2006)
- Tullio Locatelli, presbitero italiano (Terno d'Isola, n. 1951)

## Procuratori sportivi(1)
- Tullio Tinti, procuratore sportivo e ex calciatore italiano (Brescia, n. 1958)

## Registi(1)
- Tullio Piacentini, regista, sceneggiatore e giornalista italiano (Roma, n. 1919 - Annemasse, † 2005)

## Sassofonisti(1)
- Tullio Mobiglia, sassofonista e violinista italiano (Carezzano, n. 1911 - Helsinki, † 1991)

## Scenografi(1)
- Tullio Zitkowsky, scenografo italiano (Zara, n. 1936 - Roma, † 2023)

## Schermidori(1)
- Tullio Bozza, schermidore italiano (Napoli, n. 1891 - Napoli, † 1922)

## Scrittori(6)
- Tullio Avoledo, scrittore italiano (Valvasone Arzene, n. 1957)
- Tullio Colsalvatico, scrittore italiano (Camporotondo di Fiastrone, n. 1901 - Tolentino, † 1980)
- Tullio Dandolo, scrittore, storico e filosofo italiano (Varese, n. 1801 - Urbino, † 1870)
- Tullio Forgiarini, scrittore lussemburghese (Neudorf-Weimershof, n. 1966)
- Tullio Pinelli, scrittore, sceneggiatore e drammaturgo italiano (Torino, n. 1908 - Roma, † 2009)
- Tullio Santagiuliana, scrittore e storico italiano (Treviglio, n. 1912 - Treviglio, † 1985)

## Scultori(2)
- Tullio Figini, scultore italiano (Bruzzano, n. 1902 - Milano, † 1971)
- Tullio Lombardo, scultore e architetto italiano (Venezia, † 1532)

## Sindacalisti(1)
- Tullio Cianetti, sindacalista e politico italiano (Assisi, n. 1899 - Maputo, † 1976)

## Sollevatori(1)
- Tullio Camillotti, sollevatore italiano (Sacile, n. 1880 - Sacile, † 1958)

## Traduttori(1)
- Tullio Dobner, traduttore e scrittore italiano (Milano, n. 1946 - Milano, † 2018)

## Velocisti(1)
- Tullio Gonnelli, velocista italiano (Pieve di Cento, n. 1912 - Hampden, † 2005)

## Senza attività specificata(1)
- Tullio Morganti, tecnico del suono italiano (Roma, n. 1955)